# Anthony Vaccarello

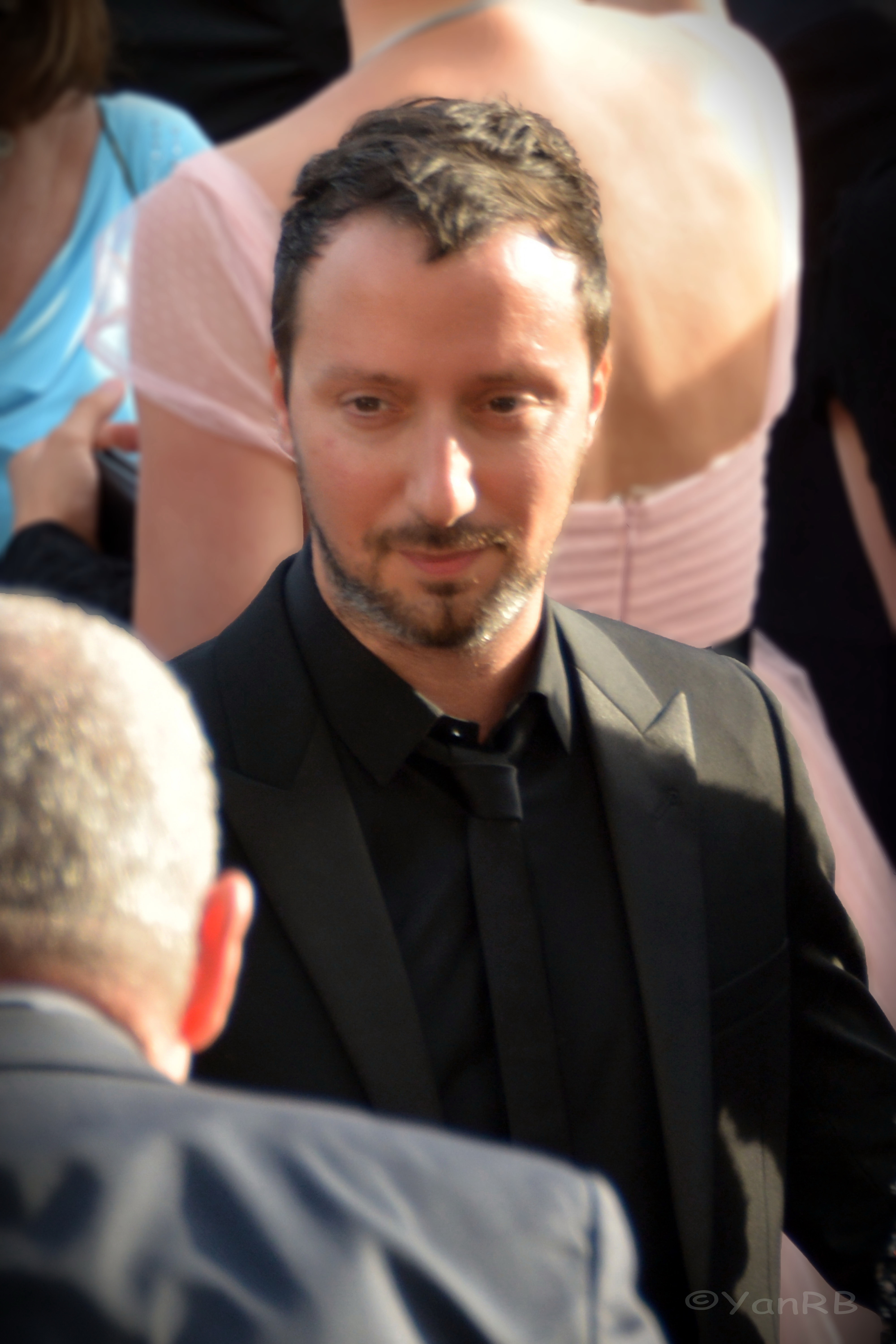
Anthony Vaccarello in 2017

Anthony Vaccarello (Brussel, 4 september 1982) is een Italiaans-Belgisch modeontwerper. 

## Biografie
Vaccarello is een alumnus van La Cambre.
In 2006 begon hij te werken voor Fendi. In 2009 startte hij zijn eigen labels. Samen met Donatella Versace ontwierp hij in 2014 het label Versus. Hij is sinds april 2016 creatief directeur van Yves Saint Laurent, waar hij Hedi Slimane opvolgde. Daarvoor ontwierp Vaccarello voor Versus Versace en zijn eigen label. Hij werkte ook reeds voor Karl Lagerfeld. 

## Erkenning
- 2006 - Grand prix (Festival van Hyères
- 2011 – ANDAM-modeprijs[2]